# Метасимпатическая нервная система
Метасимпати́ческая не́рвная систе́ма (МНС) — часть автономной нервной системы, комплекс микроганглионарных образований (интрамуральных ганглиев — это ганглии, расположенные на поверхности или в толще органов) и соединяющих их нервов, а также отдельные нейроны и их отростки, расположенные в стенках внутренних органов, которые обладают собственной моторной активностью. Основными эффекторными аппаратами стенок полых висцеральных органов, которые регулируются МНС, являются: гладкая мышца, секреторный, всасывающий и экскреторный эпителий, капиллярная сеть, местные эндокринные и иммунные образования. Характеризуется высокой степенью относительной независимости от центральной нервной системы. Не имеет ядерной структуры.
С точки зрения органной принадлежности предлагается выделить соответственно энтерометасимпатическую, кардиометасимпатическую, уретрометасимпатическую, везикулометасимпатическую нервную систему. Наиболее изучена метасимпатическая система кишечника и сердца.

## Критика условного выделенияметасимпатической нервной системы
Так разъясняет причины критического отношения в научном мире к гипотезе «метасимпатической нервной системы» д. м. н., проф. Мотавкин П. А.:
 В метасимпатический отдел автономной нервной системы обособляют интрамуральные нейроны пищеварительной, дыхательной систем, сердца, мочевого пузыря, предстательной железы. Этот отдел, по мнению некоторых физиологов, обладает полной автономией, то есть не зависим от влияния центральных механизмов. Он функционирует на основе местных рефлексов, основу которых образуют собственные клетки ВНС, не связанные с центральными нейронами. Полная автономность этого отдела возможна, если в интрамуральных сплетениях будет доказано наличие мотонейронов, не управляемых преганглионарными волокнами. В настоящее время в энтеральной системе выделено шесть типов клеток, различных по морфологии и медиаторной специальности. Вероятность, что среди них есть местные эффекторные клетки, не зависимые от центральных влияний, не следует отрицать.<…> Пока же господствующая точка зрения относит интрамуральные нейроны к парасимпатическому отделу…

## Функции
Функции метасимпатической нервной системы:
- передача центральных влияний — за счёт того, что с МНС могут контактировать симпатические и парасимпатические волокна и тем самым корригировать её влияние на объекты управления;
- интеграция, так как в системе имеются рефлекторные дуги (афферентные-вставочные-эфферентные нейроны).

Внутренние органы поддерживают между собой связь по МНС, минуя головной мозг, а его роль переключателя сигналов выполняют ганглии. Преодолевать естественную преграду между грудной и брюшной полостями — диафрагму — местным рефлекторным связям помогают чревные и блуждающие нервы, отростки которых достигают бронхов и сосудов малого круга кровообращения. Лёгкие и желудок могут влиять друг на друга и на сердце. Периферические рефлексы не изолированы от центральной нервной системы, в нормальных условиях осуществляют взаимодействие всех звеньев регулирующего аппарата, а если связь с периферией нарушена, то могут обеспечить регулирование жизнедеятельности «своих» органов.

## Микроструктура и функциональная организация
В основе деятельности МНС лежит функциональный модуль: связанные особым способом между собой скопление нейронов, где выделяют клетки-осцилляторы, как сенсорные нейроны, тонические нейроны, мотонейроны, интернейроны. Клетка-осциллятор является ключевой клеткой модуля. Она возбуждается спонтанно в определённом ритме, передавая потенциалы действия через вставочные нейроны к мотонейрону, аксон которого контактирует с мышечной клеткой. Чем активнее клетка-осциллятор, тем более выраженным становится торможение мотонейрона. Система осциллятор-мотонейрон модулируется:
- афферентными нейронами действующими на мотонейрон активацией через холинергический синапс или на его окончание (аксо-аксональное торможение), снимая тормозное влияние на мышечную клетку;
- парасимпатические и симпатические постганглионарные волокна, путём воздействия на вставочные нейроны.

Клетки-осцилляторы чрезвычайно устойчивы, и их функция не меняется при действии медиаторов или ганглиоблокаторов. Через интернейрон импульс от клетки-осциллятора запускает ведомые клетки, которые по структуре связей представляют последовательно организованные цепочки. Входящие в нейронный ансамбль сенсорные элементы активируют специальные тонические нейроны, вызывая в них появление длительного разряда. В свою очередь тонические нейроны формируют возбуждающий или тормозный синаптический вход к ведомым клеткам. Активация тонического нейрона зависит от характера связи и может создавать либо поддерживающее возбуждение, либо, напротив, торможение, что и определяет направленность ответных реакций гладких мышц, эпителиальных клеток, эндокринных и других элементов.

## Виды нейронов по медиаторам синапса
- серотонинергические
- холинергические
- пуринергические
- адренергические
- пептидергические
- возможно, гистаминергические

## Значение системы
Метасимпатическая нервная система обеспечивает передачу возбуждения с экстраорганной нервной системы на ткань органа и является посредником между симпатической и парасимпатической нервными системами и тканью органа. Метасимпатическая нервная система регулирует органный кровоток, а также имеет непосредственное отношение к организации регулирующих влияний на такую важную функцию, как мембранное пищеварение.
Благодаря наличию в метасимпатической нервной системе всех компонентов рефлекторных дуг, внутренние органы могут работать без участия центральной нервной системы.